# Prats-de-Mollo-la-Preste
Prats-de-Mollo-la-Preste (in het Catalaans Prats de Molló i la Presta) is een gemeente in het Franse departement Pyrénées-Orientales (regio Occitanie). De plaats maakt deel uit van het arrondissement Céret. Prats-de-Mollo-la-Preste telde op 1 januari 2022 1.114 inwoners.
Bij decreet van 5 juni 1956 werd de naam van de belangrijkste kern Prats-de-Mollo verbonden met die van La Preste, een afgelegen gehucht binnen de gemeentegrenzen. Het duidt op het belang van de thermische baden die daar gelegen zijn. De twee kernen zijn erg onafhankelijk en zijn verbonden door een acht kilometer lange weg, die vanuit Prats-de-Mollo eindigt aan de voet van het thermencomplex van La Preste.
Prats-de-Mollo-la-Preste is lid van Les Plus Beaux Villages de France.

## Geografie
De oppervlakte van Prats-de-Mollo-la-Preste bedroeg op 1 januari 2022 145,09 vierkante kilometer; de bevolkingsdichtheid was toen 7,7 inwoners per km². De gemeente ligt in het hoogste deel van Vallespir tegen de Spaanse grens.

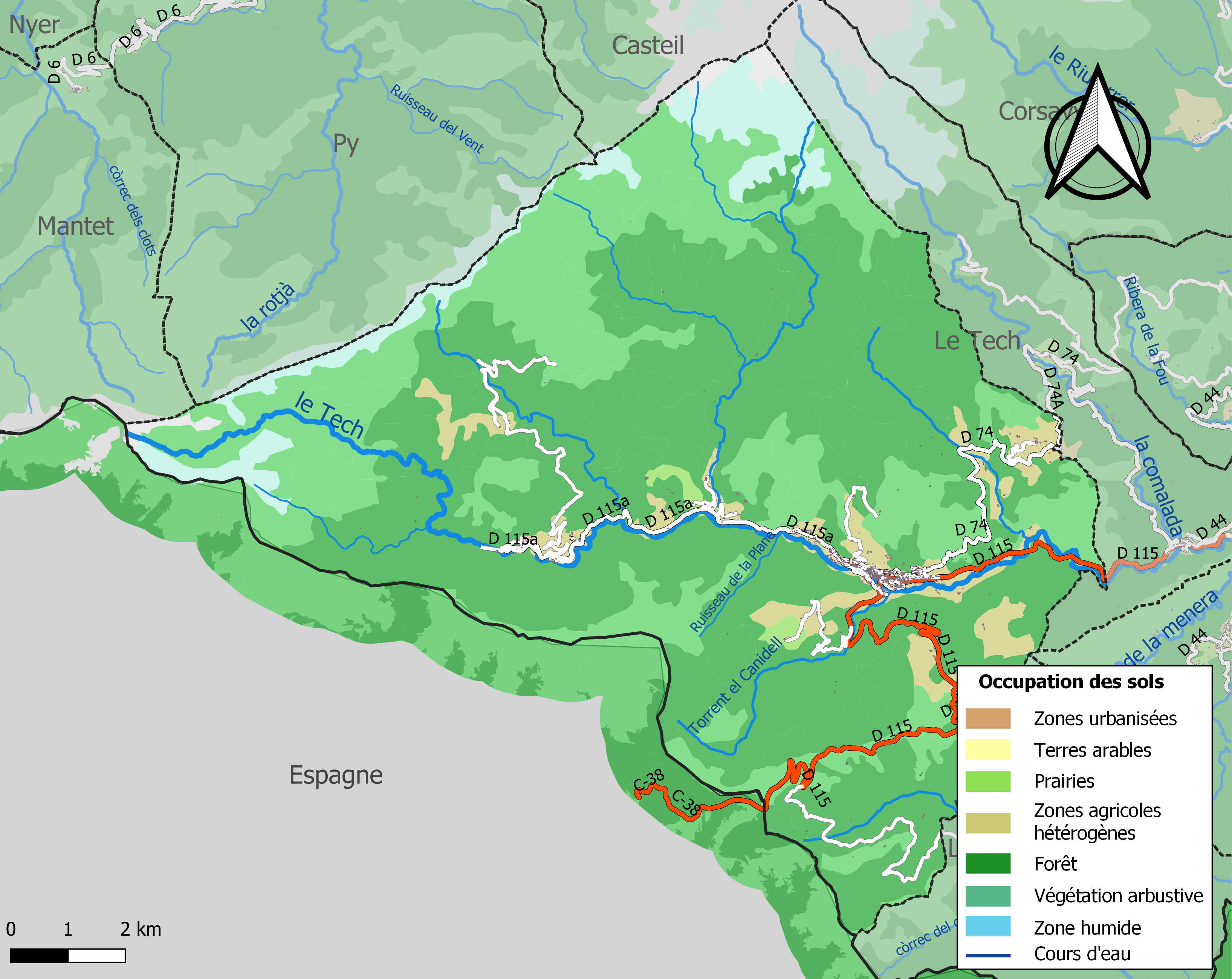
Kaart van de gemeente met de belangrijkste infrastructuur, bodemgebruik en omliggende gemeenten

## Demografie
Onderstaande figuur toont het verloop van het inwonertal (bron: INSEE-tellingen).

## Galerij

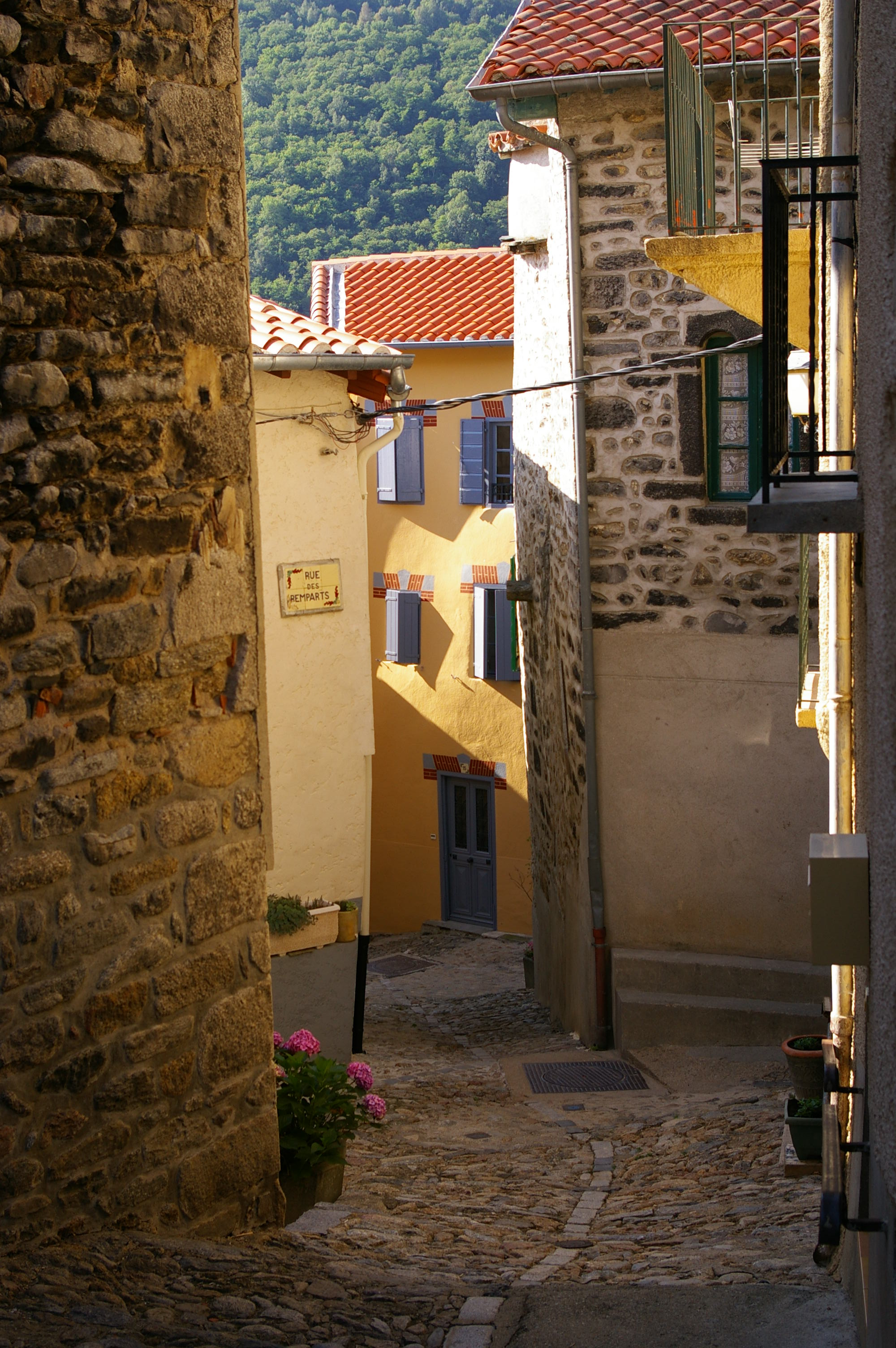
Prats-de-Mollo, Rue des Remparts